# Сверхпузырь

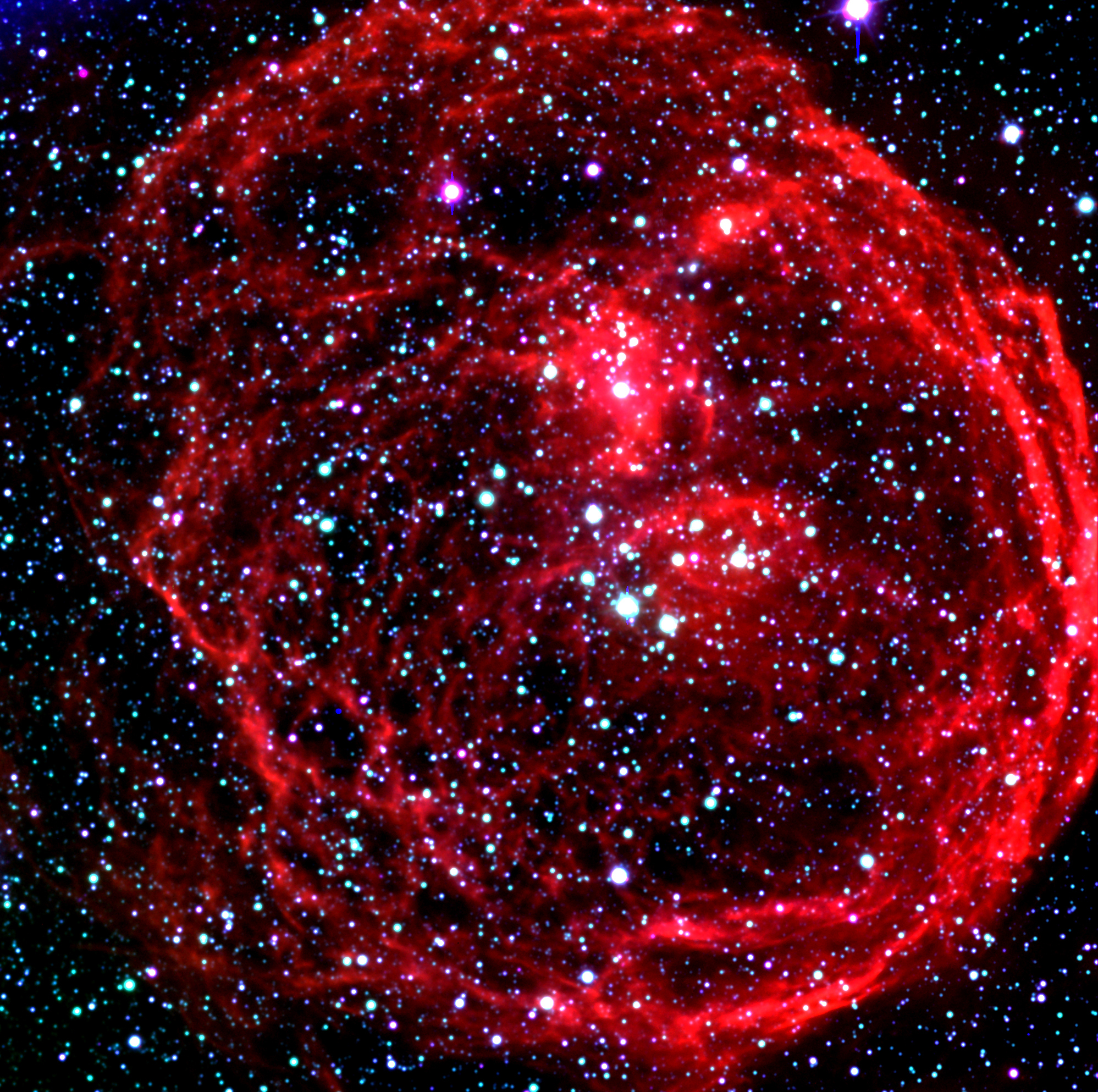
Сверхпузырь N70 (также Henize 70 или DEM301) в галактике Большое Магелланово Облако.

Сверхпузырь — это область межзвёздного пространства, наполненная раскалённым газом, имеющая пониженную плотность по сравнению с окружающей средой и достигающая в поперечнике нескольких сотен световых лет. В отличие от пузырей звёздного ветра, создаваемых одиночными звёздами, сверхпузыри образуются вокруг OB-ассоциаций, располагающихся внутри молекулярных облаков. Звёздный ветер от OB-звёзд и энергия от взрывов сверхновых разогревают вещество сверхпузырей до температур порядка 106 K. Старые сверхпузыри, имеющие более плотную пылевую внешнюю оболочку и более разреженное и холодное внутреннее пространство, называются также супероболочками. Солнечная система расположена рядом с центром старого сверхпузыря, известного как Местный пузырь, границы которого можно определить по внезапному повышению пылевой экстинкции на расстояниях больше нескольких сотен световых лет.

## Образование
Наиболее массивные (от 8 до 100 солнечных масс) и горячие (спектрального класса O или B) звёзды, как правило, располагаются группами, называемыми OB-ассоциациями. Все эти звёзды излучают мощный звёздный ветер, общая энергия которого за время жизни звезды оценивается в 1050 эрг (1043 Дж) и сравнима с энергией, высвобождаемой при вспышке сверхновой.
Звёздный ветер может образовать пузырь вещества вокруг каждой звезды диаметром в несколько десятков световых лет. Внутри OB-ассоциации звёзды находятся достаточно близко друг к другу, чтобы эти пузыри объединились в один большой сверхпузырь. Более того, многие из OB-звёзд в конце своей жизни превращаются в сверхновые, взрывные волны которых ещё больше разгоняют газ, скорость расширения которого в итоге может достигать нескольких сотен км/с. Звёзды в OB-ассоциациях не связаны гравитационно, но их время жизни (порядка нескольких миллионов лет) и скорость движения относительно друг друга (около 20 км/с) невелики, поэтому большинство взрывов сверхновых происходят внутри образовавшегося пузыря. Эти взрывы никогда не образуют видимых остатков сверхновых, вместо этого они рассеивают свою энергию в виде ударных волн. В итоге как звёздный ветер, так и вспышки звёзд приводят к расширению сверхпузыря в окружающее пространство.
С течением времени межзвёздный газ, развеянный звёздным ветром, остывает, образуя плотную оболочку вокруг менее плотной области. Такие оболочки были впервые зарегистрированы по излучению линии H I нейтрального водорода, что привело к формулировке теории образования сверхпузырей. В дальнейшем эти структуры наблюдались в рентгеновском диапазоне (излучаемым раскалённым веществом внутренней области), видимых лучах (от ионизированной оболочки) и инфракрасном диапазоне (от пылевой оболочки). Рентгеновское и видимое излучение, как правило, регистрируется для более молодых сверхпузырей, в то время как старые и обширные образования обнаруживаются по линии H I и могут даже являться результатом объединения нескольких сверхпузырей; такие объекты иногда называются супероболочками.
Достаточно большие сверхпузыри могут «вырваться» за пределы галактического диска, перенеся свою энергию в окружающее гало или даже в межгалактическое пространство.

## Примеры сверхпузырей
- Местный пузырь
- Туманность Гама[1]
- Сверхпузырь Лебедя[1]
- Пузырь Ориона — Эридана[1]
- Сверхпузырь Змееносца[7]
- Супероболочка Щита[8][9]

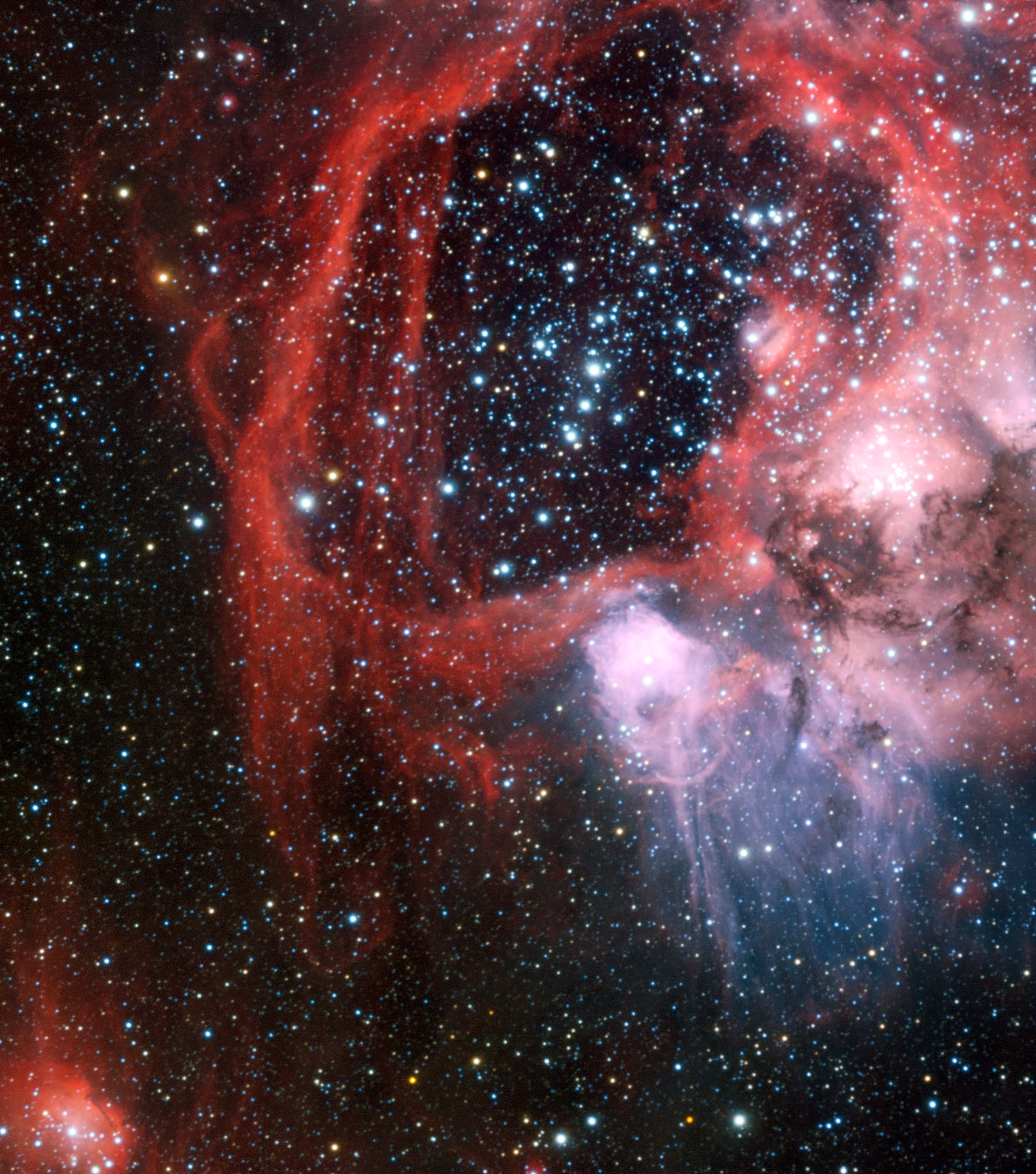
Изображение комплекса Henize 44 (LHA 120-N44), сверхпузыря в галактике Большое Магелланово Облако, снятое «Очень Большим Телескопом».

- Henize 44 в Большом Магеллановом Облаке[10]
- Henize 70 — там же[11]
- Супероболочка антицентра Млечного Пути[12]